# بيهن
بَيْهَن (الاسم العلمي: Bursaria)، جنس شجيرات كبيرة وأشجار صغيرة مهدها أستراليا. وصف الجنس لأول مرة من قبل أنطونيو كافانيلس في عام 1797، مع وصفه للنوع B. spinosa.

## الأنواع
- Bursaria calcicola L.Cayzer, Crisp & I.Telford

- بيهن شائك Cav. (sweet Bursaria or blackthorn)[2]

تنبت في جميع الولايات والأقاليم الأسترالية باستثناء الإقليم الشمالي.